# Allozelotes
Allozelotes là một chi nhện trong họ Gnaphosidae.

## Các loài
Chi này gồm các loài:
- Allozelotes dianshi Yin & Peng, 1998
- Allozelotes lushan Yin & Peng, 1998
- Allozelotes microsaccatus Yang et al., 2009
- Allozelotes songi Yang et al., 2009